# Ключ 168
Ключ 168 (трад. 長, упр. 长) — ключ Канси со значением «длинный»; один из девяти, состоящих из восьми штрихов.
В словаре Канси есть 55 символов (из 49 030), которые можно найти c этим радикалом.

## История
Древняя идеограмма изображала длинные развевающиеся волосы человека.
Современный иероглиф имеет множество значений: «длинный, продолговатый, удлиненный», «долгий, продолжительный, постоянный», «высокий, бесконечный, бескрайний», «старший, главный, первый, начальник», «расти, увеличиваться, возрастать», «длина, расстояние», «корень, исток, начало» и др.
В качестве ключевого знака используется редко.
- Вид в малой печати Чжуаньшу

В словарях находится под номером 168.

## Примеры иероглифов
| Доп. штрихи | Иероглифы   |
| ----------- | ----------- |
| 0           | 長 镸 长    |
| 3           | 䦇 镹       |
| 4           | 镺          |
| 5           | 𨱪 䦈 䦉 镻 |
| 6           | 䦊          |
| 8           | 镼          |
| 11          | 䦋          |
| 12          | 镽          |
| 14          | 镾          |

- Примечание: Ваш браузер может отображать иероглифы неправильно.